# Luís Ponce de León
Luís Ponce de León foi Vice-rei de Navarra. Exerceu o vice-reinado de Navarra entre 1645 e 1646. Antes dele o cargo foi exercido por Duarte Fernando Álvarez de Toledo. Seguiu-se-lhe Diego Roque López Pacheco.